# Éthoprophos
L'éthoprophos est un nématicide développé par Bayer CropScience. Il fait partie de la famille des organophosphorés.
On l'utilisait pour le traitement des sols à des doses de 4 à 20 kg/ha, introduit dans le sol à une profondeur de 7 à 15 cm. 
Il n'est plus autorisé depuis 2019 en France.

## Réglementation
Selon la directive du 10 février 2003, la teneur maximale en éthoprophos et ses résidus dans les préparations à base de céréales et les aliments pour bébés destinés aux nourrissons et enfants en bas âge est de 0,008 mg·kg-1 , ce qui revient à en interdire l'usage pour les céréales pouvant être utilisées dans l'alimentation des enfants.
L'autorisation de mise sur marché en France expire le 30 septembre 2011.
Le produit, encore utilisé pour protéger les cultures de pomme de terre contre les nématodes du sol et les taupins, n'est plus autorisé après le 20 octobre 2019 du fait du non-renouvellement de son approbation européenne. 